# 新東京 (バンド)
新東京（しんとうきょう、英語: SHINTOKYO）は、2021年に結成された日本の4人組ギターレスバンドである。メンバーの半数が現役大学生である。所属事務所は自身が設立した『新東京合同会社』。

## 概要
ボーカル、キーボード、ベース、ドラムから構成される4ピースバンドであり、大胆なコード進行や展開、独創的で緻密な旋律から成る、都会的で技巧的なサウンドを特徴とする。通常ギターが担う音域をキーボードとベースが担い、特にベースは上下に激しく動きメロディアスである。「フュージョン、プログレ、ジャズ等からの影響が感じられるが、同時にキャッチーなメロディーラインを意識的に取り入れていることで現代音楽的ポップスが産み出されている」ともされている。また上記を可能にする演奏と歌唱の技術力の高さにも定評がある。
公式サイトでは「ギターレスバンドという形を採っているのは、それぞれのパート、4人の個性を際立たせたいという意図によるものです」と説明されているほか、ギターレスであることについてボーカルの杉田は「『ギターが欲しい』とかは思わない。このギターレスの4ピースでやっているからこそ、ドラムやベースのフレーズも豊かになるし、それぞれの楽器を単体で聴いても満足感がある仕上がりになっていると思う」とインタビューで答えている。2024年10月末ごろからは「4ピース・ギターレスバンド」よりも「URBAN J-POP BAND」の呼称を使い始めている。
結成当初は別のベーシストだったが脱退、2021年8月より大蔵倫太郎が加入し現在の体制となる。なお、大蔵倫太郎と、大倉倫太郎、大蔵リンタロウ、エレファントクラブ、村上大洋は全て同一人物である。
楽曲制作に関しては「楽曲を作る時は、最初にテーマを話し合うんです」と田中はインタビューで話しており、 田中から曲のイメージを共有された杉田が歌詞を作る。歌詞のアイデアを沢山もらった田中がメロディを作っていく。場合によってはサビのメロディが先にできていて、そのメロディに合わせた歌詞を杉田が生み出すこともある。基本的には歌詞先行であるが、そこからブラッシュアップして行く過程があると杉田はインタビューで答えている。『ユートピアン』など、田中が作詞している楽曲もある。『NEO TOKYO METRO』収録曲の『7275』は唯一大蔵倫太郎が作詞した楽曲である。
アレンジは基本的に田中と保田で行っている。メロディとコードと同時進行で、ドラム部分を保田がPCで作成したものを田中に送り、田中が編集する。大蔵がベースアレンジをしている曲もある。
また新東京はバンドでありながら音楽以外の領域との融合にも積極的である。2023年7月には新曲『#Vaporwave』のリリース直後にNFTアート『#Vaporwave』Stem Tracksを発売したほか、同年8月には企画からデザイン、プロモーションまで新東京が担うオリジナルアパレルブランド『L'essentiel est』を立ち上げた。2024年3月20日開催の『NEOCRACY』ツアーファイナルでは、KDDIが提供するメタバース・Web3サービスプラットフォーム「αU（アルファユー）」とのコラボレーションを行い、会場限定のNFTを配布した。

## 来歴

### 2021年
- 4月、バンド結成[3]。
- 6月、Eggsが主催する23歳以下限定の音楽コンテスト『TOKYO MUSIC RISE』にてグランプリを獲得[3]。
- 8月、東放学園主催のイベント『コンサートのつくりかた』にて、東京・Zepp Tokyoで初ライブを開催[3]。
- 8月25日、デビューシングル『Cynical City』を配信リリース[3]。ノンプロモーションながら、Spotifyの「RADER:Early Noise」、「New Music Wednesday」大型プレイリストにリストイン。
- 10月、2ndシングル『The Few』を配信リリース[3]。2作目ながら、j-wave「SONAR TRACKS」に抜擢される。

### 2022年
- 1月9日、テレビ朝日系『関ジャム 完全燃SHOW』にて、音楽プロデューサーのYaffleに「Cynical City」が選出され話題になる[13]。
- 2月3日、自身が運営する合同会社『新東京合同会社』を設立[1]。権利や財務面もセルフプロデュースしていくことを目的としてバンド組織の法人化を決断した[1]。
- 4月1日、渋谷duo MUSIC EXCHANGEにて開催された『SYNCHRONICITY'22-Pre-Party!!-』にオープニングアクトとして出演。
- 5月3日、六本木ヒルズアリーナにて開催された「TOKYO M.A.P.S Yaffle EDTION」に出演した。
- 5月6日、テレビ朝日系『関ジャム 完全燃SHOW』のゴールデン2時間スペシャル「関ジャムJ-POP史 令和に活躍する若手アーティストが選ぶ 最強平成ソングベスト30」に選曲及びアンケートで出演[14]。文字とアーティスト写真のみの出演となるが、今回の出演をもってテレビ初出演となった。
- 6月4日、NHK総合『Venue101』にて、デビューシングル「Cynical City」をパフォーマンス[15]。今回の出演をもって、スタジオでのテレビ初出演となった[15]。
- 7月16日、渋谷「TOKIO TOKYO」にて初ワンマンライブ『NEOIZM』開催。チケットは発売開始から42分で完売した[11]。
- 8月、ABEMAの報道番組『ABEMA Prime』にて「Metro」がエンディングテーマソングに選出される[11]。
- 8月21日、『SUMMER SONIC 2022』にソニックステージのオープニングアクトとして出演[16]。
- 9月3日、『Local Green FESTIVAL』に出演[11]。
- 10月1日、元映画館にてショートフィルム上映会『NEOCINEMA』開催[17]。
- 10月28日、11月5日、11月12日、1st ワンマンライブ東名阪ツアー『NEOPHILIA』開催[11]。

### 2023年
- 3月5日、クリス・ペプラーがナビゲートするJ-WAVE オフィシャル・カウントダウン・プログラム『SAISON CARD TOKYO HOT 100』の2023年3月5日放送回で、「ポラロイド」が第一位を獲得。
- 3月、全国音楽情報TV『MUSIC B.B.』にてコメント&インタビュー出演
- 4月13日『SYNCHRONICITY’23』＠東京 出演
- 5月19日、男性ファッション誌『メンズノンノ』で連載中の「imaseの今から聴きたいネクストBUZZアーティスト」の第５回で、新東京が紹介される。
- 6月1日、ABEMAの報道番組『ABEMA Prime』の「アーティストに事務所はいらない？新東京と考える」というコーナーに出演。また番組のエンディングテーマソングである「36℃」を生演奏。
- 7月1日、ブランドリニューアルを実施しブランドロゴ、英語名、公式サイトのアップデートを行う[18]。
- 7月、『#Vaporwave』Stem Tracks リリース。各パートのソロ音源をそれぞれ１点物のNFTアートとして出品。
- 7月28日、"FUJI ROCK FESTIVAL '23" ＠苗場スキー場 ROOKIE A GO-GO 出演。
- 8月12日、2023 US EARTH FESTIVAL ESG BUSAN@韓国 出演。初の海外パフォーマンス。
- 8月、オリジナルアパレルブランド『L'essentiel est』発表。
- 9月8日、ONE-MAN LIVE 『NEOGRAPH』 ＠渋谷ＷＷＷ開催。『L'essentiel est』即売会。
- 10月、J-WAVE 『SONAR MUSIC』内 "SONAR'S ROOM" 毎週水曜日ナビゲーターに決定。
- 10月4日、TOKYO MX『69号室の住人』出演。
- 12月2日、J-WAVE主催『INSPIRE TOKYO WINTER』＠代々木公園　出演。

### 2024年
- 1月5日、公式ECサイト『Maison NTM』オープン。
- 1月21日、『NEON OASIS FEST.24』@台湾　新北新店文山農場　出演。
- 2月23日から3月20日にかけて静岡、福岡、大阪、名古屋、仙台、東京の全国６都市ワンマンツアー『NEOCRACY』開催。ファイナルの東京公演は恵比寿LIQUIDROOM[19]。
- 2月27日、関西テレビ放送『音いたち』出演[20]。

## メンバー
杉田春音（すぎた しおん）
- ボーカル。作詞を担当。このバンドを始めてから歌詞を書くようになった。
- 東京都出身。
- 古着屋『SHION'S』のオーナー。
- 明治大学商学部。一時休学後、2023年から復学している。
- 高校時代に作文コンクールで優秀賞を獲得し日本代表として台湾に行き、台湾総統と対談をした。
- 作詞をする上でインスピレーションとなっているものは映画、小説、過去の経験などあらゆるものである。
- 料理が得意。2022年5月12日渋谷『TOKIO TOKYO』にてTOKIOとバー営業を行い、フード類も作る。
- 二郎系ラーメンなどハイカロリーな食も好む一方、2024年3月29日に「大量消費社会を見つめ直します」という説明とともに「メンバーの大蔵と食事をあまり摂らない遊びを始めました。とりあえず1週間、楽しめる範囲でやってみます。」と宣言し質素な食事を始めるなど、食への関心の強さを窺わせる。

田中利幸（たなか としゆき）
- キーボード。リーダー・作曲を担当。ミキシングやマスタリングも行う。
- 静岡県出身。
- バンドが運営する合同会社『新東京合同会社』の代表。
- 明治大学理工学部。のちに退学。
- 高校時代、バンドメンバーを募集する掲示板で保田と出会う。
- 同じ大学の杉田がTwitterにあげていた弾き語り動画をみつけて仲良くなる。
- Zepp Tokyoでの初ライブ（学校法人東放学園主催のイベント「コンサートのつくりかた」）の2週間前に、京都府在住の大蔵に加入を打診する。田中と大蔵は高校時代のバンド仲間である。
- 音楽的なルーツはJ-POP、ジャズ、エレクトロ。
- 新東京結成以前Toshiyuki Tanakaというソロ名義で「田中利幸ですこんにちは」というEPをリリースしている。
- 小説『木挽町のあだ討ち』で第169回直木賞を受賞した永井紗耶子とは親戚にあたる。

大蔵倫太郎（おおくら りんたろう）
- ベース。
- 静岡県出身。
- 立命館大学文学部。のちに退学。
- 坊主がトレードマークである。
- Zepp Tokyoでの初ライブ（東放学園主催のイベント「コンサートのつくりかた」）の2週間前に電話にて田中から新東京への加入を打診される。2021年8月に加入した。高校時代は田中とバンドを組んでいた。
- 『逃避行』という小説（短編三部構成）をNoteにて発表している。
- バンドのために京都府から東京都に引っ越した。
- 4na『其夜feat.紫今』にベーシストとして参加している。
- ファンにサインをする際は「エレファントクラブ」と書くことが多いが、その理由は明かしていない。
- 中学時代には生徒会長としてマスコットキャラクターの着ぐるみを着用し校門で挨拶を続け、学校の校風を改革。また弓道で静岡県1位、全国5位の成績を収めている。これらは『SONAR MUSIC』（J-WAVE）内「SONAR'S ROOM」コーナーにて明かしている。

保田優真（やすだ ゆうま）
- ドラムス。
- 東京都出身。
- 早稲田大学創造理工学部。一時休学後、2023年から復学している。
- 高校時代、バンドメンバーを募集する掲示板で田中と出会う。保田はバンドメンバー募集掲示板での大量の勧誘のコメントをスルーしていたが、田中の曲がとてもよかったのでリモートで初めてコンタクトをとる。実際に二人が対面で会ったのは、二人が大学に入学した年の4月である。その際スタジオでセッションした。
- メから鱗『瞼』のミュージック・ビデオにキャストとして出演している。
- 幼少期には大量の昆虫等を飼育していたほか、新東京結成後も魚類学者を志していた。
- 『NEO TOKYO METRO』収録曲の「春」に関して、未発表のままにしていた田中に対し再三「このメロディ、めっちゃいいね」「あの曲、出さないの？」と尋ねていたが、「春」リリース後はそのことを一切記憶していなかった。また「春」が未発表時は「香水」という曲名だったことも「へー。今初めて知りました。」と語るなど、独特の記憶構造をしている。

## ディスコグラフィ

### シングル

#### オリジナルシングル
| ＃ | 発売日         | タイトル                      | 規格                            | 収録作品            |
| -- | -------------- | ----------------------------- | ------------------------------- | ------------------- |
| 1  | 2021年8月25日  | Cynical City                  | デジタル・ダウンロード およびCD | 新東京 #1           |
| 2  | 2021年10月13日 | The Few                       | デジタル・ダウンロード およびCD | 新東京 #1           |
| 3  | 2021年11月17日 | ユートピアン                  | デジタル・ダウンロード およびCD | 新東京 #1           |
| 4  | 2021年12月22日 | 36℃                           | デジタル・ダウンロード およびCD | 新東京 #1           |
| 5  | 2022年1月26日  | Morning                       | デジタル・ダウンロード およびCD | 新東京 #2           |
| 6  | 2022年2月23日  | 濡溶                          | デジタル・ダウンロード およびCD | 新東京 #2           |
| 7  | 2022年3月30日  | Gerbera                       | デジタル・ダウンロード およびCD | 新東京 #2           |
| 8  | 2022年4月27日  | Metro                         | デジタル・ダウンロード およびCD | 新東京 #2           |
| 9  | 2022年5月25日  | sanagi                        | デジタル・ダウンロード およびCD | 新東京 #3           |
| 10 | 2022年6月29日  | Heavy Fog                     | デジタル・ダウンロード およびCD | 新東京 #3           |
| 11 | 2022年7月27日  | Pearl                         | デジタル・ダウンロード およびCD | 新東京 #3           |
| 12 | 2022年8月31日  | The summer was 11Hz           | デジタル・ダウンロード およびCD | 新東京 #3           |
| 13 | 2022年12月7日  | ショートショート              | デジタル・ダウンロード およびCD | 新東京 #4           |
| 14 | 2022年12月7日  | 瞹させて                      | デジタル・ダウンロード およびCD | 新東京 #4           |
| 15 | 2023年2月8日   | ポラロイド                    | デジタル・ダウンロード およびCD | 新東京 #4           |
| 16 | 2023年4月26日  | シエスタ                      | デジタル・ダウンロード およびCD | 新東京 #4           |
| 17 | 2023年7月19日  | #Vaporwave                    | デジタル・ダウンロード およびCD |                     |
| 18 | 2023年11月1日  | sanagi (Organic)              | デジタル・ダウンロード およびCD | 新東京 #3 (Organic) |
| 19 | 2023年11月8日  | Heavy Fog (Organic)           | デジタル・ダウンロード およびCD | 新東京 #3 (Organic) |
| 20 | 2023年11月15日 | The summer was 11Hz (Organic) | デジタル・ダウンロード およびCD | 新東京 #3 (Organic) |
| 21 | 2023年11月22日 | Pearl (Organic)               | デジタル・ダウンロード およびCD | 新東京 #3 (Organic) |
| 22 | 2024年1月17日  | Escape                        | デジタル・ダウンロード およびCD | NEO TOKYO METRO     |
| 23 | 2024年1月31日  | さんざめく                    | デジタル・ダウンロード およびCD | NEO TOKYO METRO     |
| 24 | 2024年2月7日   | NTM                           | デジタル・ダウンロード およびCD | NEO TOKYO METRO     |
| 25 | 2024年2月7日   | Perrier                       | デジタル・ダウンロード およびCD | NEO TOKYO METRO     |
| 26 | 2024年2月7日   | 踊                            | デジタル・ダウンロード およびCD | NEO TOKYO METRO     |
| 27 | 2024年2月7日   | 透明                          | デジタル・ダウンロード およびCD | NEO TOKYO METRO     |
| 28 | 2024年2月7日   | Waste                         | デジタル・ダウンロード およびCD | NEO TOKYO METRO     |
| 29 | 2024年2月7日   | 7275                          | デジタル・ダウンロード およびCD | NEO TOKYO METRO     |
| 30 | 2024年2月7日   | 刹那                          | デジタル・ダウンロード およびCD | NEO TOKYO METRO     |
| 31 | 2024年2月7日   | 春                            | デジタル・ダウンロード およびCD | NEO TOKYO METRO     |

コラボレーションシングル
| ＃ | 発売日        | タイトル                  | 規格                   | コラボレーション先 |
| -- | ------------- | ------------------------- | ---------------------- | ------------------ |
| 1  | 2022年8月17日 | hazama (新東京 Rearrange) | デジタル・ダウンロード | 4na                |
| 2  | 2023年4月26日 | パノラマ東京              | デジタル・ダウンロード | Pii / 林哲司       |

### アルバム

#### EP
| ＃ | 発売日         | タイトル  | 規格                            | 収録曲                                                    |
| -- | -------------- | --------- | ------------------------------- | --------------------------------------------------------- |
| 1  | 2021年12月29日 | 新東京 #1 | デジタル・ダウンロード およびCD | 1. Cynical City 2. The Few 3. ユートピアン 4. 36℃         |
| 2  | 2022年4月29日  | 新東京 #2 | デジタル・ダウンロード およびCD | 1. Metro 2. Morning 3. 濡溶 4. Gerbera                    |
| 3  | 2022年9月4日   | 新東京 #3 | デジタル・ダウンロード およびCD | 1. sanagi 2. Heavy Fog 3. The Summer was 11Hz 4. Pearl    |
| 4  | 2023年6月3日   | 新東京 #4 | デジタル・ダウンロード およびCD | 1. ポラロイド 2. シエスタ 3. ショートショート 4. 曖させて |

アルバム
| ＃ | 発売日       | タイトル        | 規格                            | 収録曲                                                                                  |
| -- | ------------ | --------------- | ------------------------------- | --------------------------------------------------------------------------------------- |
| 1  | 2024年2月7日 | NEO TOKYO METRO | デジタル・ダウンロード およびCD | 1. NTM 2. Escape 3. Perrier 4. 踊 5. さんざめく 6. 透明 7. Waste 8. 7275 9. 刹那 10. 春 |

## タイアップ一覧
| 使用年 | 曲名  | タイアップ                                                     |
| ------ | ----- | -------------------------------------------------------------- |
| 2022年 | Metro | ABEMA『ABEMA Prime』2022年8月度エンディングテーマ              |
| 2023年 | 36℃   | ABEMA『ABEMA Prime』テーマソング/2023年4月度エンディングテーマ |